# Batéképlatåns nationalpark
Batéképlatåns nationalpark är en nationalpark på Batéképlatån i sydvästra Gabon. Parken, som täcker 2 034 km², är sedan 20 oktober 2005 uppsatt på landets tentativa världsarvslista.
Batéképlatåns nationalpark visar landskapet i Centralafrika. Nationalparken har en rik biologisk mångfald.

## Fauna
2015 registrerades ett enda lejonhanne i parken. Genetisk analys av hans hårprover avslöjade att han är nära besläktad med historiska lejonexemplar från detta område och Republiken Kongo, som har grupperats med Panthera leo melanochaita-prover från Namibia och Botswana.
Kommersiell jakt på platån för att tillfredsställa marknaderna i Kongo och Gabon, särskilt stora däggdjur, är ett betydande hot mot den lokala faunan.